# Fliesenschneider

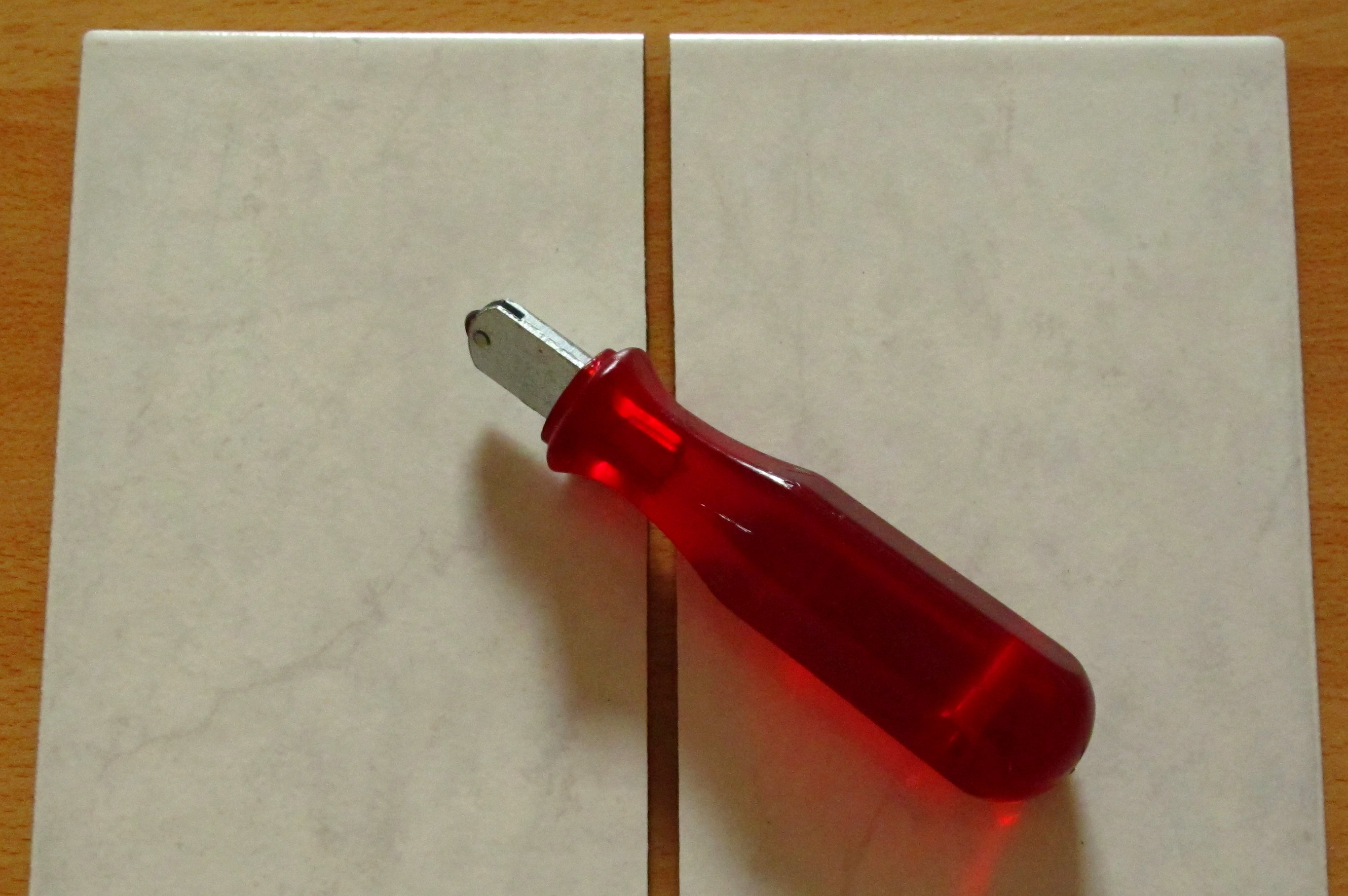
Handgeführter Fliesenschneider

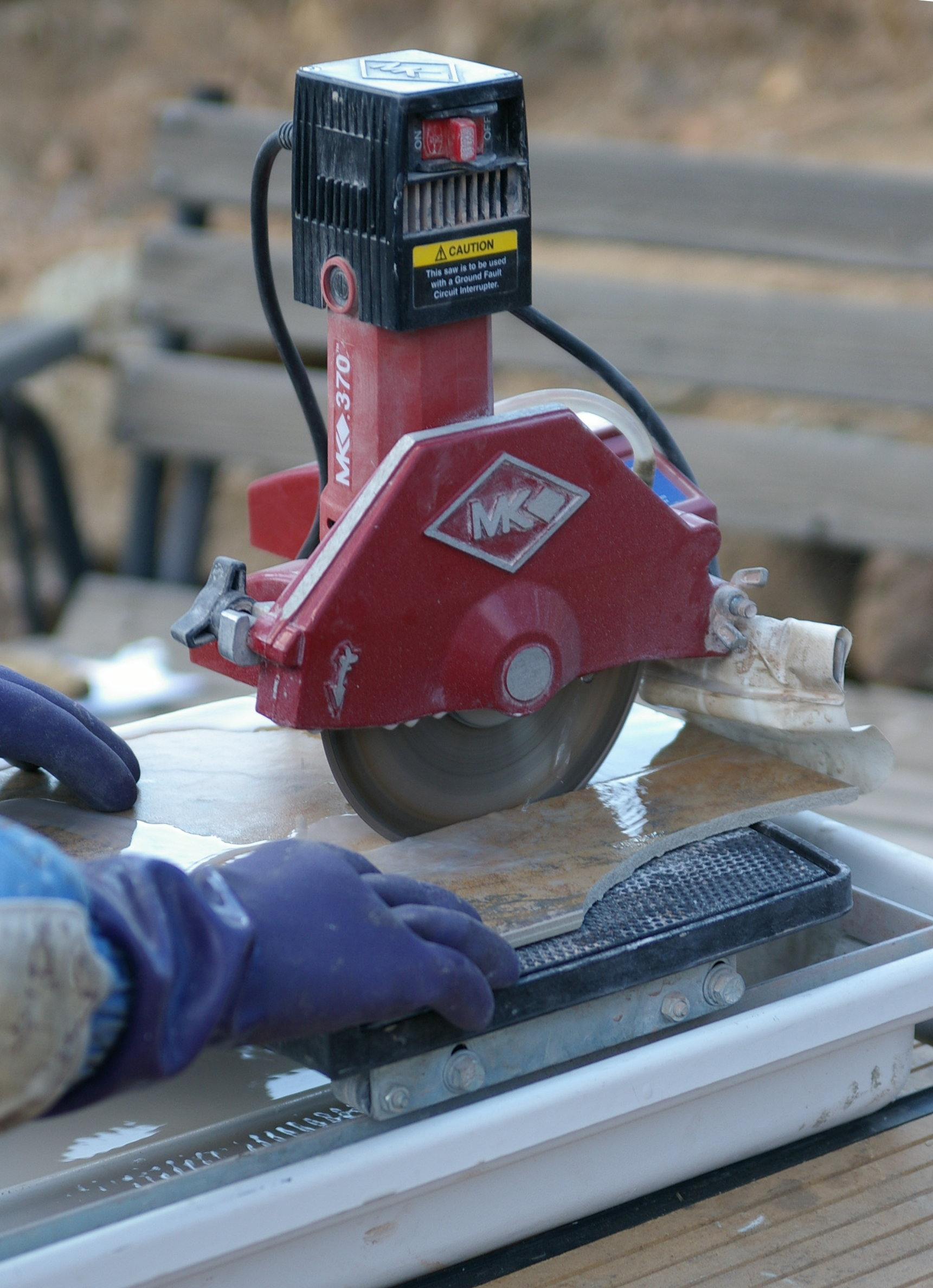
Elektrisch betriebener Fliesenschneider

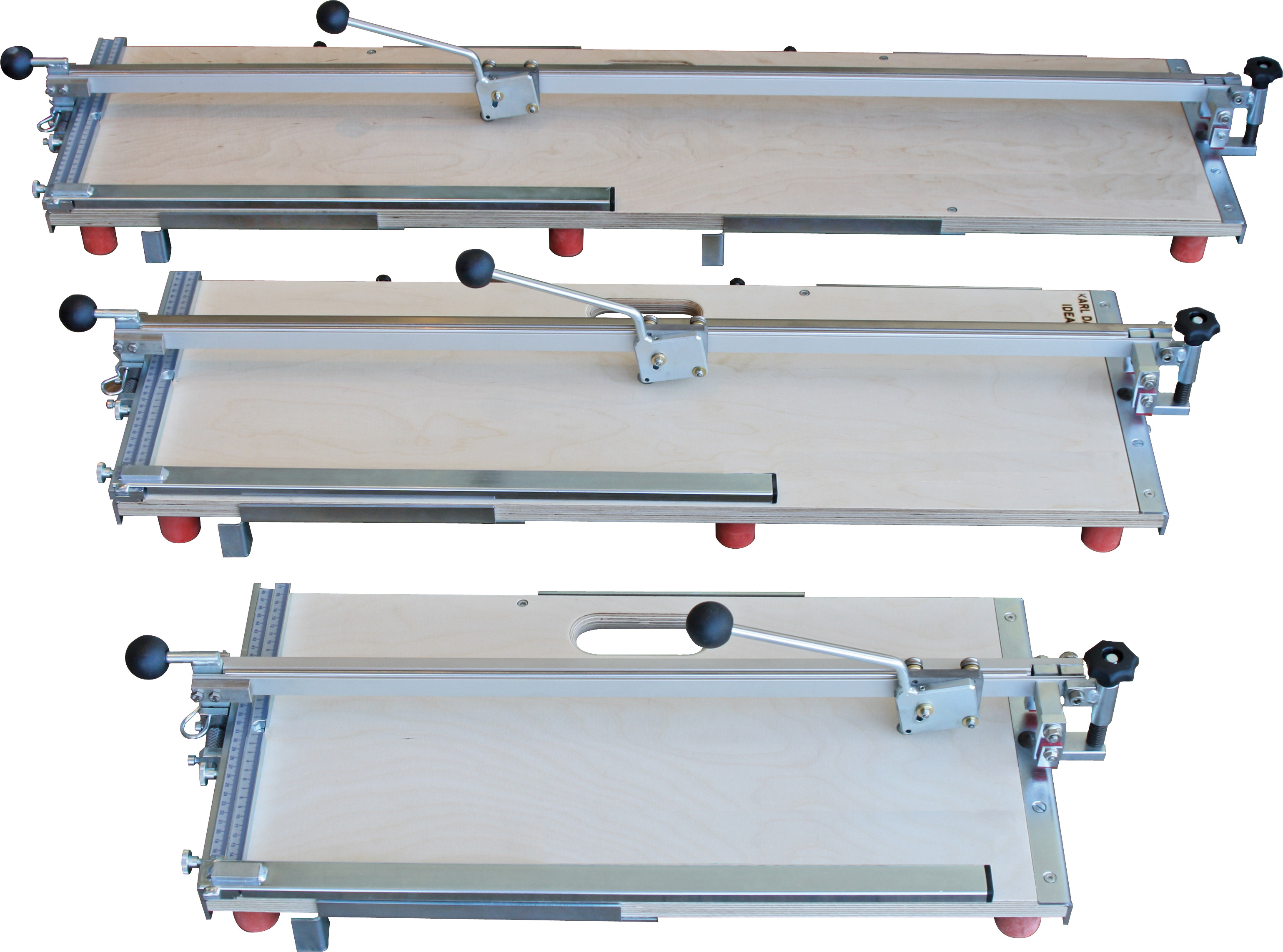
Fliesenschneider mit Führungsschiene

Der Begriff Fliesenschneider beschreibt ein Werkzeug, das im Bereich des Fliesenlegerhandwerks zum Trennen von Keramikfliesen verwendet wird. Ein Fliesenschneider ist erforderlich, wenn Keramikfliesen ein bestimmtes Passmaß erhalten sollen. Grundsätzlich ist zwischen handgeführten und elektrisch betriebenen Fliesenschneidern zu unterscheiden. Die Wahl des Werkzeugs hängt dabei von den Eigenschaften der Keramikfliese ab.

## Handgeführter Fliesenschneider
Handgeführte Fliesenschneider bestehen im Wesentlichen aus einem Hartmetallrad, welches mit Druck über die Oberfläche der Keramikfliese geführt wird. Das Hartmetallrad wird dabei entlang einer Führungsschiene gezogen, um einen geradlinigen Schnitt zu erzielen. Auf diese Weise wird ein feiner Schnitt auf der Oberfläche erzeugt, der als Sollbruchstelle fungiert. Anschließend wird eine der beiden Hälften belastet und die Keramikfliese bricht entlang der Schnittlinie. Die Funktionsweise gleicht der eines Glasschneiders.

## Elektrischer Fliesenschneider
Elektrisch betriebene Fliesenschneider besitzen eine Diamanttrennscheibe, mit deren Hilfe die Keramikfliese vollständig durchtrennt wird. Dazu wird ähnlich einer Kreissäge die Keramikfliese auf einen Auflagetisch gelegt und anschließend geschnitten. Um die Staubentwicklung zu reduzieren und ein Ausglühen der Trennscheibe zu verhindern, wird die Trennscheibe mit Wasser benetzt (so genanntes Nassschneiden).